# Bravo Sebastian
 Bravo Sebastian is het eerste literaire werk van de Italiaanse schrijver en hoogleraar Algemene Natuurkunde Andrea Frova.
Het boek is geschreven in de vorm van een biografische roman en bevat tien episoden uit het leven van J.S. Bach. Fictie en werkelijkheid lopen door elkaar zoals in de boeken van Borges. Het privéleven van de componist wordt gereconstrueerd aan de hand van bestaand historisch materiaal, waarbij zijn passies en de dagelijks terugkerende problemen met zijn broodheren aan bod komen. In de appendix volgt een verzonnen briefwisseling tussen Bach en Newton met onder andere een uitleg van de welgetemperde stemming, waarmee het mogelijk werd om in elke gewenste toonsoort (redelijk) zuiver te spelen, wat Bach probeerde aan te tonen met Das Wohltemperierte Klavier.

## Uitgaven
- Eerste uitgave in 1989 – Sansoni, Italië
- Heruitgave in 2007 – Bompiani, Italië
- Japanse vertaling
- Nederlandse vertaling in 2010 – Flavium, Nederland